# Sennette
 (août 2025).
Si vous disposez d'ouvrages ou d'articles de référence ou si vous connaissez des sites web de qualité traitant du thème abordé ici, merci de compléter l'article en donnant les références utiles à sa vérifiabilité et en les liant à la section « Notes et références ».
La Sennette est une rivière de Belgique, affluent de la Senne, donc sous-affluent de l'Escaut par la Dyle et le Rupel. Elle ne doit pas être confondue avec la Senne de Ransfort et la Petite Senne, affluents aujourd'hui voûtés de la Senne à Bruxelles.

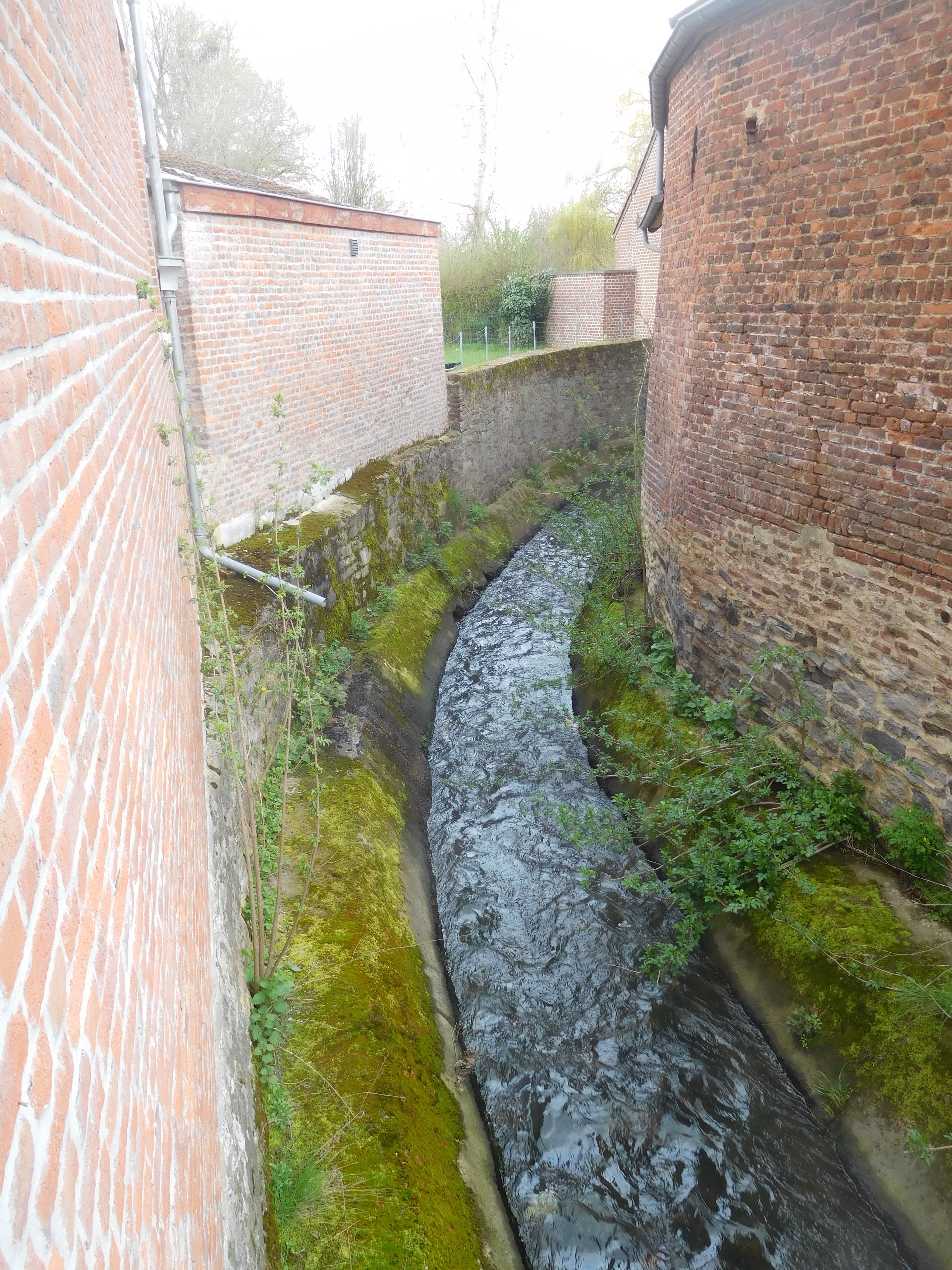
La Sennette est canalisée déjà à Marche-lez-Écaussinnes (peu après sa source).

## Géographie

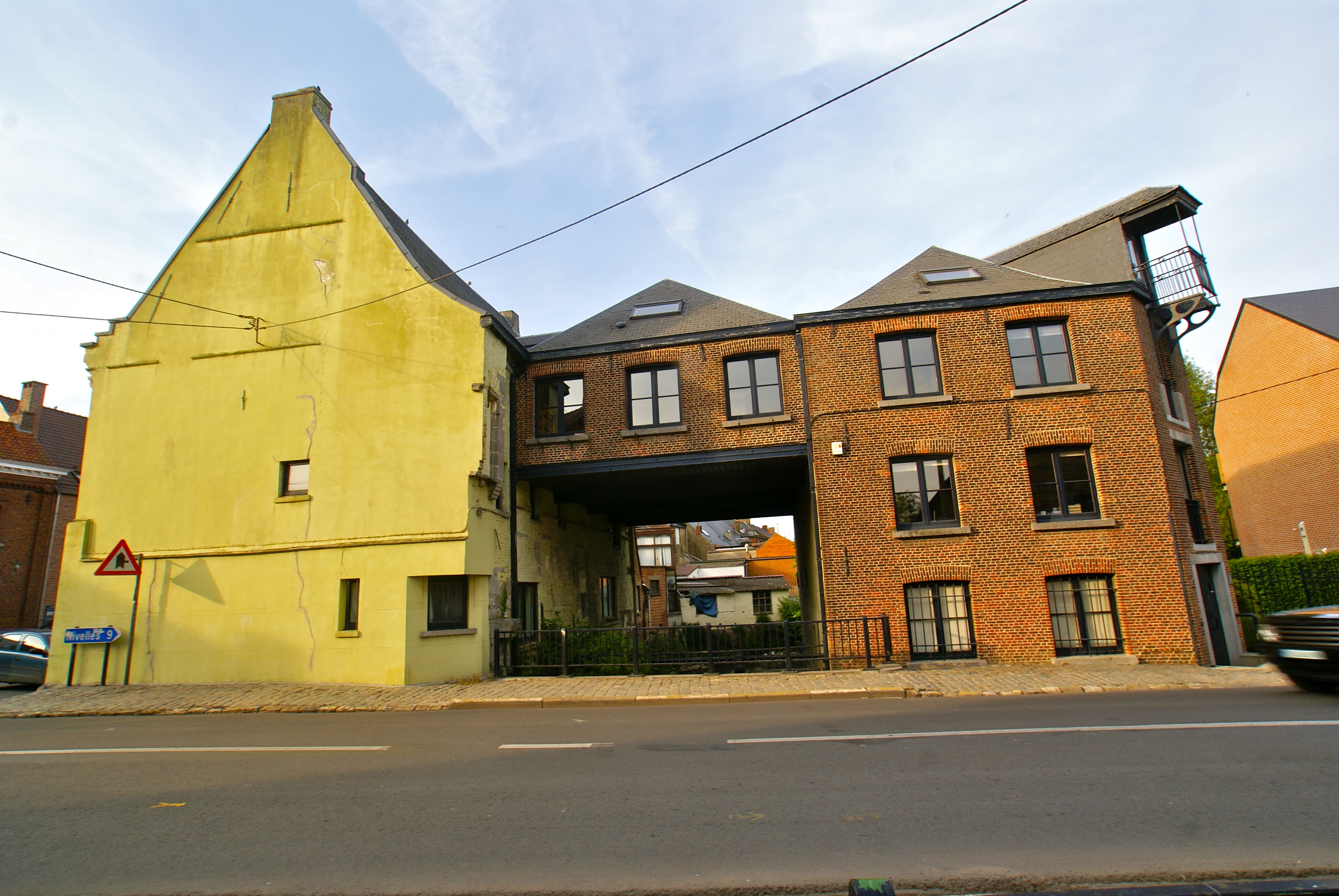
Moulin à eau a Ronquières.

Elle prend sa source à Familleureux, passe à Marche-lez-Écaussinnes,  Écaussinnes, Ronquières, Virginal, Fauquez (Ittre) et Oisquercq. Elle se jette dans la Senne à Clabecq (Tubize).

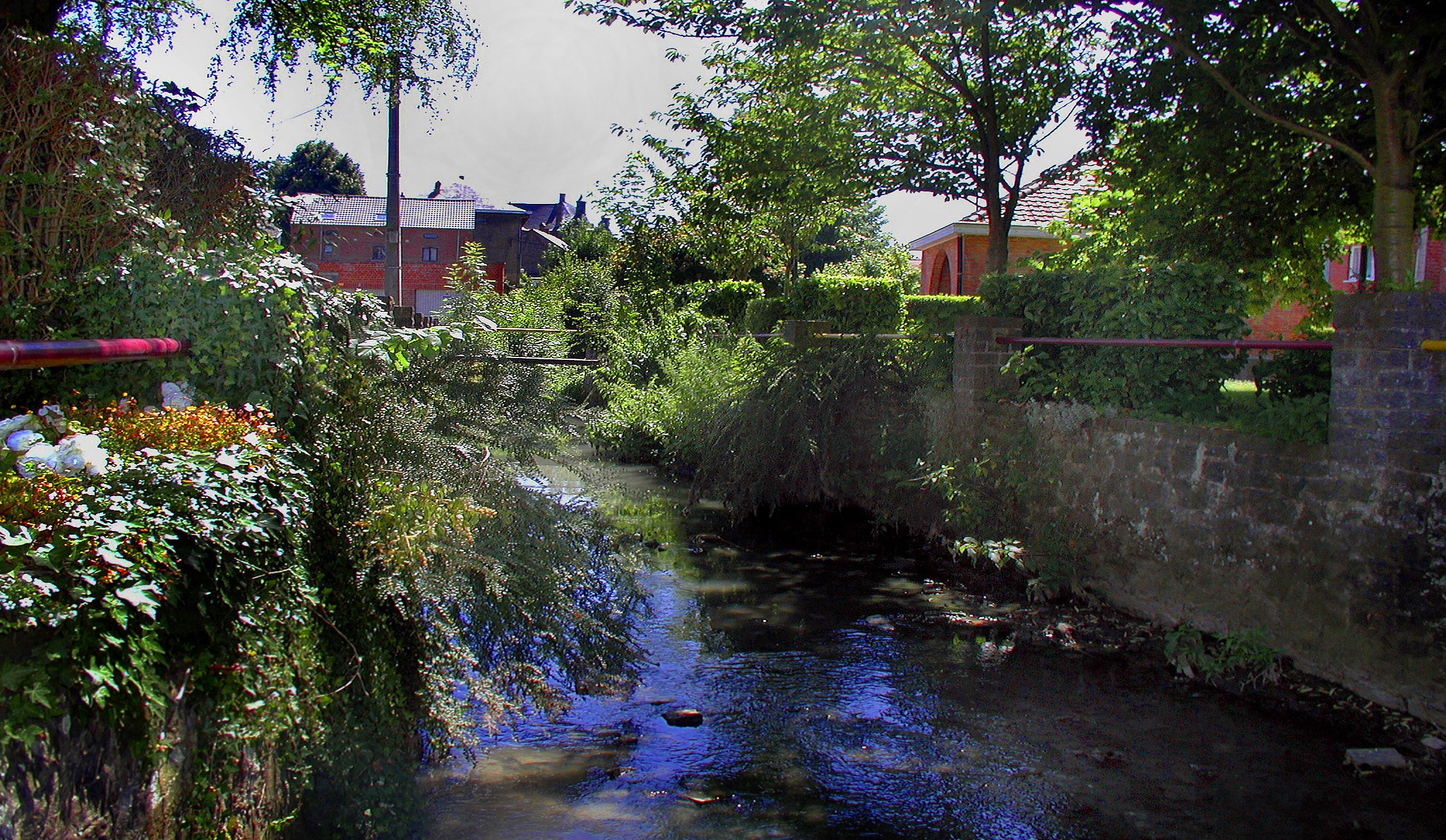
Passage de la rivière à Écaussinnes.